# Pseudogonatodes peruvianus
Pseudogonatodes peruvianus är en ödleart som beskrevs av  Huey och DIXON 1970. Pseudogonatodes peruvianus ingår i släktet Pseudogonatodes och familjen geckoödlor. Inga underarter finns listade i Catalogue of Life.